# Chavirer les foules
Singles de Johnny Hallyday
Always
(2007) Que restera-t-il ?
(2008)
Clip vidéo
[vidéo] « Chavirer les foules », sur YouTube
Chavirer les foules est une chanson de Johnny Hallyday issue de son album de 2007 Le Cœur d'un homme. Le 28 janvier 2008 (environ deux mois et demi après la sortie de l'album) la chanson est parue en single digital.

## Développement et composition
La chanson a été écrite et composée par Michel Mallory. L'enregistrement a été produit par Yvan Cassar.

## Liste des pistes
Single digital — 28 janvier 2008, Warner Music France
1. Chavirer les foules (Edit) (3:31)[2]